# Liești
Lieşti é uma comuna romena localizada no distrito de Galaţi, na região de Moldávia. A comuna possui uma área de 89.12 km² e sua população era de 11046 habitantes segundo o censo de 2007.